# Лепо
Лепо́ (фр. Lépaud, окс. L’Espaud) — коммуна во Франции, находится в регионе Лимузен. Департамент коммуны — Крёз. Входит в состав кантона Шамбон-сюр-Вуэз. Округ коммуны — Обюссон.
Код INSEE коммуны — 23106.

## Население
Население коммуны на 2010 год составляло 389 человек.
| 1962 | 1968 | 1975 | 1982 | 1990 | 1999 | 2010 |
| ---- | ---- | ---- | ---- | ---- | ---- | ---- |
| 520  | 459  | 427  | 368  | 344  | 342  | 389  |

## Экономика
В 2010 году среди 232 человек трудоспособного возраста (15—64 лет) 169 были экономически активными, 63 — неактивными (показатель активности — 72,8 %, в 1999 году было 73,5 %). Из 169 активных жителей работали 159 человек (84 мужчины и 75 женщин), безработных было 10 (1 мужчина и 9 женщин). Среди 63 неактивных 20 человек были учениками или студентами, 27 — пенсионерами, 16 были неактивными по другим причинам.